# Liste der Straßen und Plätze in Kiel/D

## Da

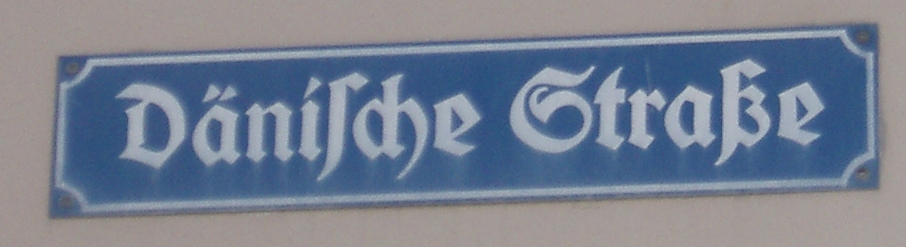
Straßenschild Dänische Straße in Kiel-Altstadt

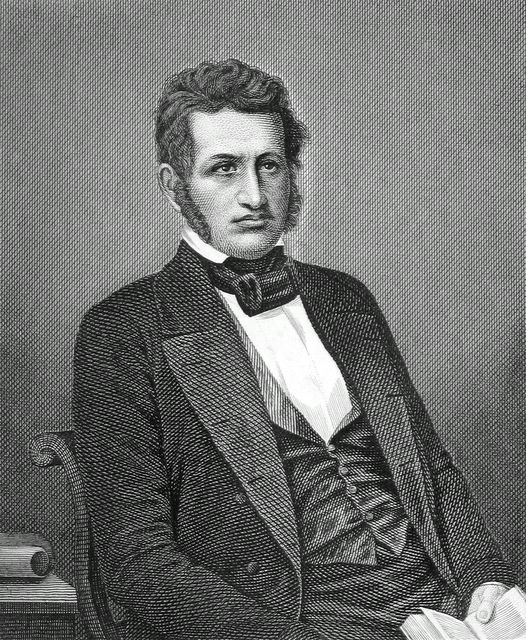
Friedrich Christoph Dahlmann

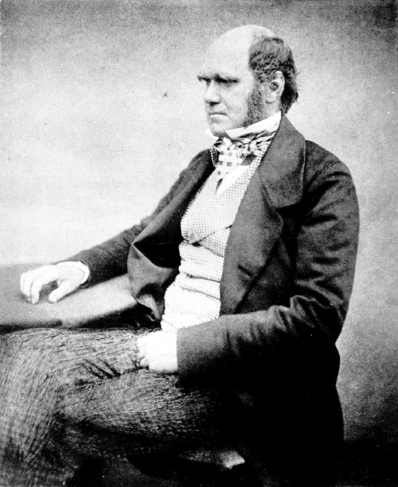
Charles Robert Darwin

Dänischenhagener Straße, Holtenau
angelegt als Stiftstraße, 1910 im Protokolltext der Gemeinderatssitzung erwähnt, 1922 umbenannt in Banseestraße, 1925 nach der Gemeinde Dänischenhagen in Dänischenhagener Straße umbenannt.
Dänische Straße, Altstadt
1242 bei der Stadtgründung angelegt, über sie führte der Weg nach Dänemark (via danica).
Dahlemer Weg, Russee
1980 nach dem Berliner Stadtteil Dahlem benannt.
Dahlmannstraße, Damperhof
1877 nach Friedrich Christoph Dahlmann benannt.
Dahmeweg, Russee
1979 nach dem Nebenfluss Dahme der Spree benannt.
Daimlerstraße, Hasseldieksdamm
1965 nach Gottlieb Daimler benannt.
Damaschkeweg, Hassee
1925 nach Adolf Wilhelm Ferdinand Damaschke benannt.
* Damenstraße, Altstadt
1835 erstmals im Kieler Adressbuch aufgeführt, 1904 in Am Wall umbenannt.
Dammstraße, Damperhof, Exerzierplatz
1853 ohne Namen im Stadtplan von Thalbitzer eingezeichnet, ein Teil der Straße verläuft auf dem am Kleinen Kiel aufgeschütteten Damm.
* Damperhofgasse, Exerzierplatz
1876 wird der Name festgelegt, 1901 in Damperhofstraße umbenannt.
Damperhofstraße, Exerzierplatz
1876 angelegt als Damperhofgasse, 1901 nach einem früheren Herrenhof mit Namen Damperhof in Damperhofstraße umbenannt.
Danckwerthstraße, Wik
1965 nach Caspar Danckwerth benannt.
Danewerkstraße, Hassee
1897 angelegt als Lindenallee, 1910 nach dem Danewerk umbenannt.
Danziger Straße, Wellingdorf, Ellerbek
1938 nach ehemaligem Freistaat Danzig benannt.
Darwinstraße, Ravensberg
2006 nach Charles Robert Darwin benannt.

## De

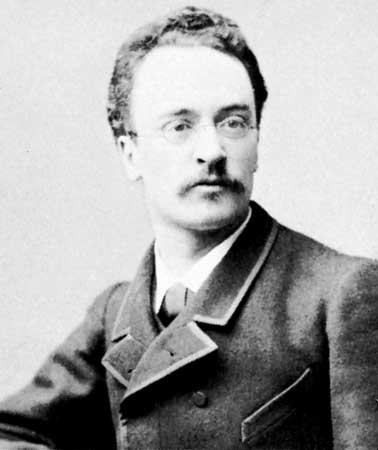
Rudolf Diesel

Dehnckestraße, Schreventeich
1928 nach Gottfried Dehncke benannt – von 1893 bis 1909 Vorsitzender des Wiker Bürgervereins und Stadtverordneter.
* Deichstraße, Schilksee
als Weg nach Strande angelegt, 1940 erstmals im Kieler Adressbuch aufgeführt, 1959 in Deichstraße umbenannt.
Deichweg (einschl. Festung und Leuchtturm), Friedrichsort
als Am Strand und Festung angelegt, 1925 erstmals im Kieler Adressbuch aufgeführt, 1936 nach dem bis Bülk führenden Seedeich in Deichweg umbenannt.
Deliusstraße, Südfriedhof
1875 nach Hauptmann C.H. von Delius benannt – Stabschef der schleswig-holsteinischen Armee, in der Schlacht bei Fredericia am 6. Juni 1849 gefallen.
Delphinweg, Schilksee
1975 wurde der Name festgelegt – gehört zu den Straßennamen, die in Beziehung zur See stehen.
Demühlener Straße, Hassee
1911 nach dem Dorf Demühlen benannt.
De Twiel, Ellerbek
1939 nach der plattdeutschen Bezeichnung für ein sich gabelförmig teilendes Landstück benannt.
Diedrichstraße, Gaarden-Süd
1908 nach Diedrich Mordhorst benannt – Meiereibesitzer von Eichenhain, stellvertretender Gemeindevorsteher in Gaarden.
Diekmissen, Holtenau
1908 als Hansastraße angelegt, 1922 nach einem alten Namen eines früher zum Gut Seekamp gehörigen Gehöftes benannt.
Dieksredder, Suchsdorf
1955 erstmals im Kieler Adressbuch aufgeführt – Bezeichnung eines früheren Landweges in Suchsdorf (Redder = Feldweg).
* Dieksweg, Russee
1936 nach einer Flurbezeichnung benannt, 1970 wurden die Straßen Dieksweg und Wiesenweg in Schiefe Horn umbenannt.
Diekweg, Südfriedhof
1918 wurde der Name festgelegt – neben der Straße lag früher ein jetzt zugeschütteter Teich (niederdeutsch Diek).
Dielsweg, Düsternbrook
1957 nach Otto Diels benannt.
Dieselweg, Friedrichsort
1964 nach Rudolf Diesel benannt.
Diesterwegstraße, Gaarden-Süd
1912 nach Friedrich Adolph Wilhelm Diesterweg benannt.
Dietrichsdorfer Höhe, Neumühlen-Dietrichsdorf
1938 wurde der Name für die Straße zum höchstgelegenen Punkt des Stadtteils Dietrichsdorf festgelegt.
* Diogenesstraße, Neumühlen-Dietrichsdorf
1902 im Protokolltext der Gemeinderatssitzung als Privatstraße erwähnt, 1923 erstmals im Kieler Adressbuch aufgeführt, 1966 letztmals im Adressbuch aufgeführt.
Dithmarscher Straße, Hassee
als Neue Straße angelegt, 1902 erstmals im Kieler Adressbuch aufgeführt, 1910 nach der Landschaft im westlichen Holstein Dithmarschen benannt.
Dittmarweg, Holtenau
1962 nach Heini Dittmar benannt.

## Do

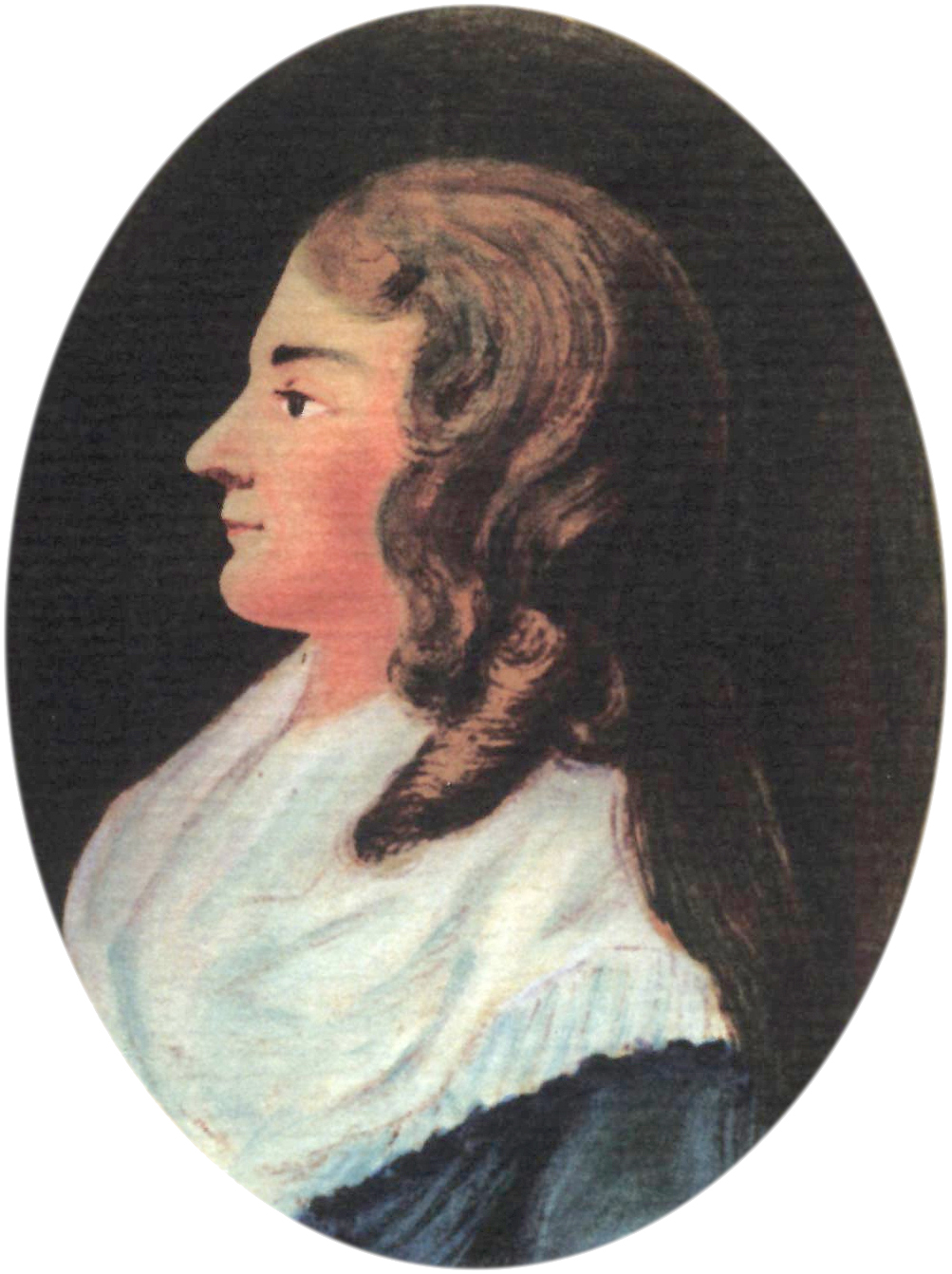
Dorothea Christiane Erxleben

Dobersdorfer Straße, Wellingdorf
1912 nach der Gemeinde Dobersdorf benannt.
Dockshöhe, Ellerbek
1878 erstmals im Kieler Adressbuch aufgeführt – nach einer Flurbezeichnung benannt.
* Dodenredder unter Strohredder
Dorf, Pries
1923 erstmals im Kieler Adressbuch aufgeführt, 1936 in Pries-Dorf umbenannt, 1938 in Dorf Pries umbenannt, 1952 wieder Dorf.
* Dorf Pries, Pries
als Dorf angelegt, 1923 erstmals im Kieler Adressbuch aufgeführt, 1936 in Pries-Dorf umbenannt, 1938 in Dorf Pries umbenannt, 1952 wieder Dorf.
* Dorfstraße, Elmschenhagen
1908 erstmals im Kieler Adressbuch aufgeführt, 1945 einschließlich der ehemaligen Holzweberstraße.
* Dorfstraße, Hassee
1789 noch ohne Namen auf der Topographisch Militärischen Charte des Herzogtums Holstein (1789–1796) Nr. 21 von Major Gustav Adolf von Varendorf eingezeichnet, 1898 erstmals im Kieler Adressbuch aufgeführt, 1910 wurde die Dorfstraße in den Hasseer Weg einbezogen.
* Dorfstraße, Hasseldieksdamm
1905 im Protokolltext der Gemeinderatssitzung erwähnt, 1910 in Melsdorfer Straße umbenannt.
* Dorfstraße, Holtenau
1789 noch ohne Namen auf der Topographisch Militärischen Charte des Herzogtums Holstein (1789–1796) Nr. 11 von Major Gustav Adolf von Varendorf eingezeichnet, 1898 im Protokolltext der Gemeinderatssitzung erwähnt, 1912 in Kieler Straße umbenannt, 1922 in Wendenburgstraße umbenannt, 1933 nach Manfred Freiherr von Richthofen in Richthofenstraße umbenannt.
* Dorfstraße, Meimersdorf
1950 wurde der Name festgelegt, 1971 in Am Dorfplatz umbenannt.
* Dorfstraße, Moorsee
1949 erstmals im Kieler Adressbuch aufgeführt, 1971 wurde die Dorfstraße und ein Teil des Barkauer Weges in Steindamm umbenannt.
* Dorfstraße, Neumühlen-Dietrichsdorf
1789 noch ohne Namen auf der Topographisch Militärischen Charte des Herzogtums Holstein (1789–1796) Nr. 22 von Major Gustav Adolf von Varendorf eingezeichnet, 1892 im Protokolltext der Gemeinderatssitzung erwähnt, 1906 in Ivensring umbenannt.
* Dorfstraße, Russee
1789 noch ohne Namen auf der Topographisch Militärischen Charte des Herzogtums Holstein (1789–1796) Nr. 21 von Major Gustav Adolf von Varendorf eingezeichnet, 1925 erstmals im Kieler Adressbuch aufgeführt, 1970 wurde die Dorfstraße in die Rendsburger Landstraße einbezogen.
* Dorfstraße, Schilksee
1789 noch ohne Namen auf der Topographisch Militärischen Charte des Herzogtums Holstein (1789–1796) Nr. 11 von Major Gustav Adolf von Varendorf eingezeichnet, 1940 erstmals im Kieler Adressbuch aufgeführt, 1960 wurden die Dorfstraße und die Hauptstraße in Schilkseer Straße umbenannt.
* Dorfstraße, Suchsdorf
1789 noch ohne Namen auf der Topographisch Militärischen Charte des Herzogtums Holstein (1789–1796) Nr. 10 von Major Gustav Adolf von Varendorf eingezeichnet, 1949 erstmals im Kieler Adressbuch aufgeführt, 1958 unter Einbeziehung der Rosenstraße in Alte Dorfstraße umbenannt.
* Dorfstraße, Wellsee
1913 im Protokolltext der Gemeinderatssitzung erwähnt, 1936 erstmals im Kieler Adressbuch aufgeführt, 1971 in  die Segeberger Landstraße einbezogen.
* Dorfstraße, Wik
1789 noch ohne Namen auf der Topographisch Militärischen Charte des Herzogtums Holstein (1789–1796) Nr. 11 von Major Gustav Adolf von Varendorf eingezeichnet, 1897 erstmals im Kieler Adressbuch aufgeführt, 1936 wurde die Dorfstraße geteilt und in Hindenburgufer und Admiral-Scheer-Straße umbenannt. Die Admiral-Scheer-Straße wird 1947 in die Feldstraße einbezogen.
Dornbusch, Elmschenhagen
als Gartenstraße angelegt, 1908 erstmals im Kieler Adressbuch aufgeführt, 1939 in Planettastraße umbenannt, 1945 in Dornbusch umbenannt.
Dorothea-Brede-Weg, Steenbek-Projensdorf
2008 nach Dorothea Brede (25. März 1876–31. Oktober 1958) benannt – Gründerin und langjährige Leiterin der Kieler Bahnhofsmission.
Dorothea-Erxleben-Straße, Wellsee
1993 nach Dorothea Erxleben benannt.
Dorotheenstraße, Gaarden-Süd, Hassee
1895 als Teil der Marienstraße angelegt, 1906 wurde die obere Marienstraße in Dorotheenstraße umbenannt.

## Dr

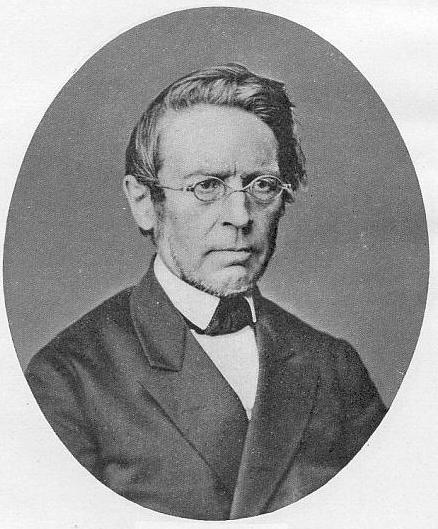
Johann Gustav Droysen

Dr.-Hell-Straße, Suchsdorf
als Siemenswall angelegt, 2001 nach Dr. Rudolf Hell umbenannt.
Drachenbahn, Schilksee
1969 nach der olympischen Bootsklasse Drachen benannt.
Drammenweg, Mettenhof
1967 nach der Stadt Drammen benannt.
* Dreiangel, Elmschenhagen
1952 erstmals im Kieler Adressbuch aufgeführt, 1978 in Rehhorst umbenannt.
Dreiecksplatz, Damperhof, Brunswik
1925 erstmals im Kieler Adressbuch aufgeführt, 1938 als Straßenbezeichnung aufgehoben, 1950 wieder als Dreiecksplatz verzeichnet. Teile der Bergstraße, der Holtenauer Straße und der Wilhelminenstraße werden im selben Jahr in den Dreiecksplatz miteinbezogen.
* Dreikronen, Pries
1923 erstmals im Kieler Adressbuch aufgeführt, 1925 wurde Dreikronen Teil des Friedrichsruher Weges. Dreikronen ist kein Flurname, sondern wahrscheinlich als Bezeichnung der drei Landstellen entstanden.
Dresdener Straße, Wik
vor 1947 von-Schröder-Weg, 1947 nach der Stadt Dresden benannt.
Drewsstraße, Ellerbek
1910 nach Handelsrichter und Brauereibesitzer Drews benannt – Aufsichtsratsmitglied des Ellerbeker Arbeiterbauvereins.
* Drontheimstraße, Mettenhof
1967 nach der Stadt Drontheim benannt.
2013 nach Überbauung aufgehoben.
Drosselstieg, Poppenbrügge
1962 als Am Hang angelegt, 1971 in Radbruch umbenannt, 1972 in Drosselstieg umbenannt.
Droysenstraße, Brunswik
1981 nach Johann Gustav Droysen benannt.
Dubenhorst, Südfriedhof
1903 nach einer alten Flurbezeichnung benannt.
* Dubenhorstkoppel, Schreventeich
1925 erstmals im Kieler Adressbuch aufgeführt, 1936 in Zur Dubenhorstkoppel umbenannt.
Dudweilerstraße, Südfriedhof
1934 nach der Stadt Dudweiler benannt.
Düppelstraße, Düsternbrook, Blücherplatz
1892 wurde der Name zur Erinnerung an die Erstürmung der Düppeler Schanzen festgelegt.
Düsternbrooker Weg, Düsternbrook
1665 ist der Weg bereits auf der Karte von Caeso Gramm mit der Richtungsbezeichnung 'zum düstern bruch' verzeichnet, 1852 erstmals im Kieler Adressbuch aufgeführt.
Düvelsbeker Weg, Wik, Blücherplatz, Düsternbrook: 
1880 schon im Kieler Stadtplan eingezeichnet, 1892 erstmals im Kieler Adressbuch aufgeführt – nach dem Wald Düvelsbek benannt (niederdeutsch für Teufelsbach).
Dwerkoppel, Meimersdorf
1999 nach einem Flurnamen benannt.